# IKCO Reera
O IKCO Reera (em persa: ری‌را; codinome: K125) é um SUV crossover do segmento C produzido pela montadora iraniana Iran Khodro. O veículo é baseado na plataforma IKP2.
Mehdi Khatibi, o CEO da época, apresentou o Reera em 8 de julho de 2022, como o primeiro crossover nacional iraniano. O veículo será oferecido em três versões diferentes.

## História
A Iran Khodro, que havia obtido os direitos de produção e plataforma do Peugeot 301 e do Peugeot 2008 durante a era do Plano de Ação Conjunto Global, lançou e iniciou a produção do sedã Tara, baseado no 301. Posteriormente, a empresa passou a produzir seu primeiro crossover, baseado no 2008. O Reera era inicialmente conhecido pelo código K125. O modelo foi revelado em 2022, com registro para compra a partir de 15 de agosto de 2024.

## Recursos técnicos

### Plataforma
O Reera não utiliza a plataforma do Tara com o código IKP1, mas sim a nova plataforma da Iran Khodro com o código IKP2. Esta plataforma é semelhante à plataforma do Peugeot 2008 de segunda geração.

### Motor
Espera-se que este veículo seja equipado com um motor turboalimentado EF7P-TC de 1,7 litro, capaz de produzir 160 cavalos de potência e 240 Nm de torque. Este motor também é utilizado no modelo Dena Javanan. O turbocompressor é fornecido pela empresa chinesa Vofon. A empresa, fundada em 2010, vem desenvolvendo turbocompressores compactos e de alta eficiência para diversos motores de até 2,2 litros de cilindrada.
Além disso, espera-se que uma versão futura do Reera apresente o motor IK3-TGDI de três cilindros. Este motor turboalimentado de 1,3 litro com três cilindros em linha e comando de válvulas variável duplo para as válvulas de escape e admissão pode gerar 150 cavalos de potência e 240 Nm de torque.

### Transmissão
O motor EF7P-TC é acoplado a uma transmissão automática de 6 velocidades, também utilizada no modelo Dena Plus Turbo Automatic. Para a versão de três cilindros, há relatos de uma transmissão de dupla embreagem de 7 velocidades.

### Recursos
O Reera será equipado com recursos como teto solar panorâmico, sensor de luz, sensor de chuva, quatro airbags, direção elétrica assistida, freio de estacionamento eletrônico, câmbio eletrônico, carregador sem fio, painel digital, partida sem chave, velocímetro digital, radar de ponto cego, radar de permanência em faixa, sensores de pressão e temperatura dos pneus, luzes de curva, iluminação ambiente interna, sensor de pedais e tampa do porta-malas elétrica. Além disso, oferecerá bancos dianteiros com aquecedor, banco do motorista com ajuste elétrico e muito mais. O Reera também foi equipado com um sistema de contato de emergência em colaboração com a Sede de Tecnologia Espacial e Desenvolvimento de Transporte Avançado da Vice-Presidência de Ciência e Tecnologia.
Além disso, o Reera inclui recursos adicionais, como controle de tração e estabilidade, assistente de partida em rampa, teto solar, ar-condicionado automático, tela multimídia touchscreen de 12 polegadas, painel de instrumentos digital de 12 polegadas, câmeras traseira e de 360 graus, retrovisores laterais rebatíveis eletricamente e luzes de circulação diurna.

### Segurança
O Reera participou dos testes de segurança do Euro NCAP na Espanha.

## Galeria

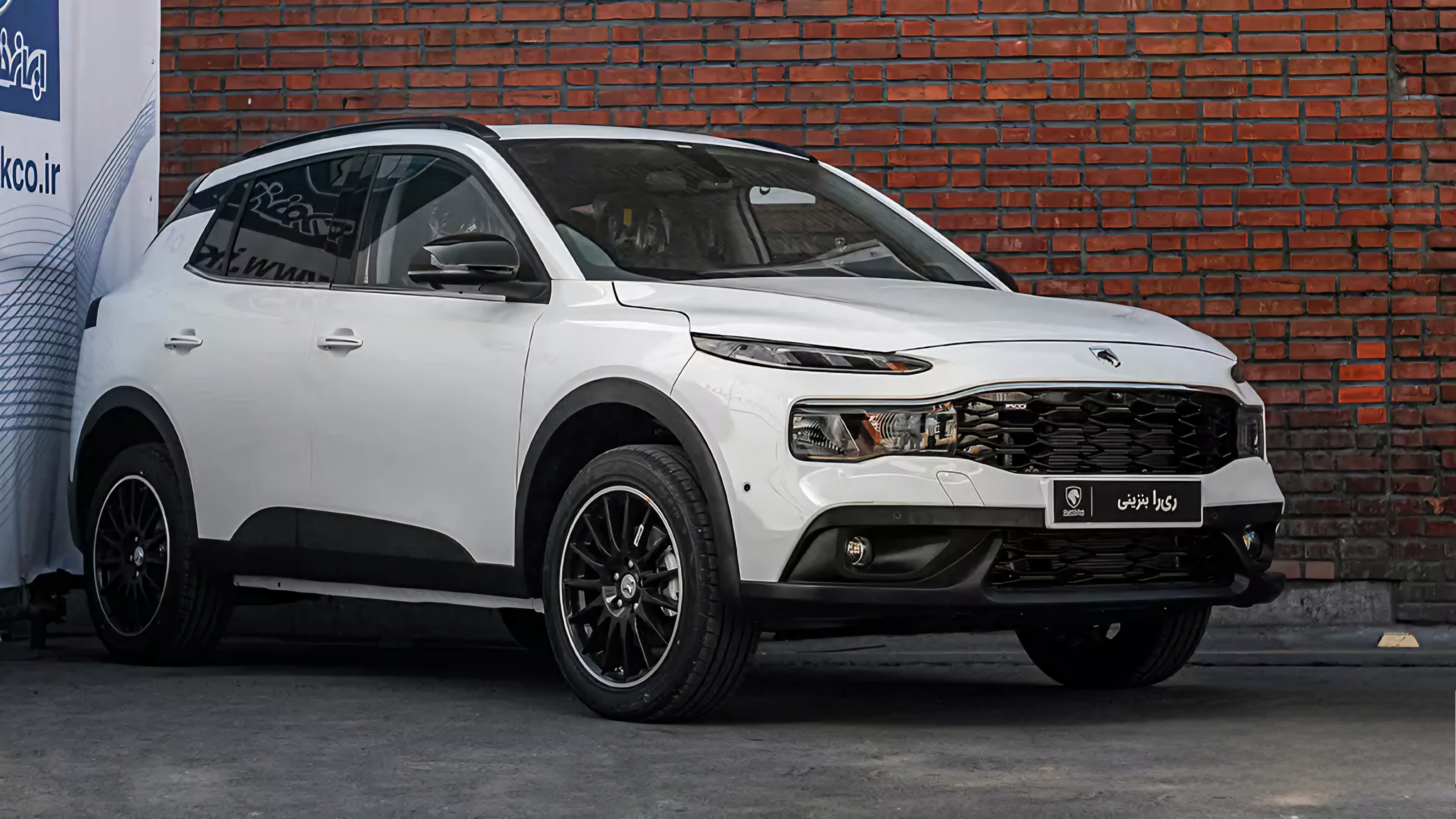
Vista dianteira, modelo a gasolina
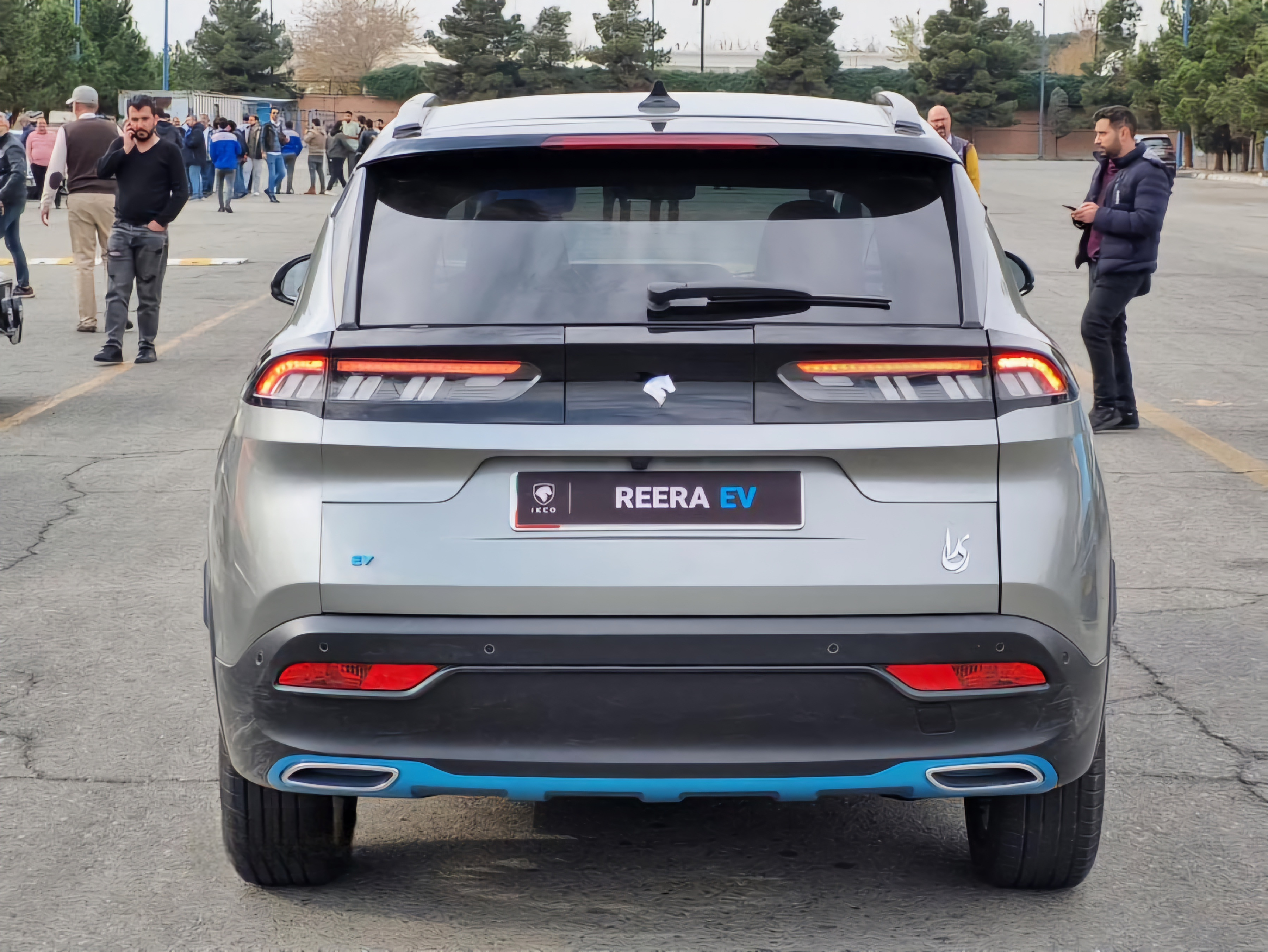
Vista traseira, modelo EV
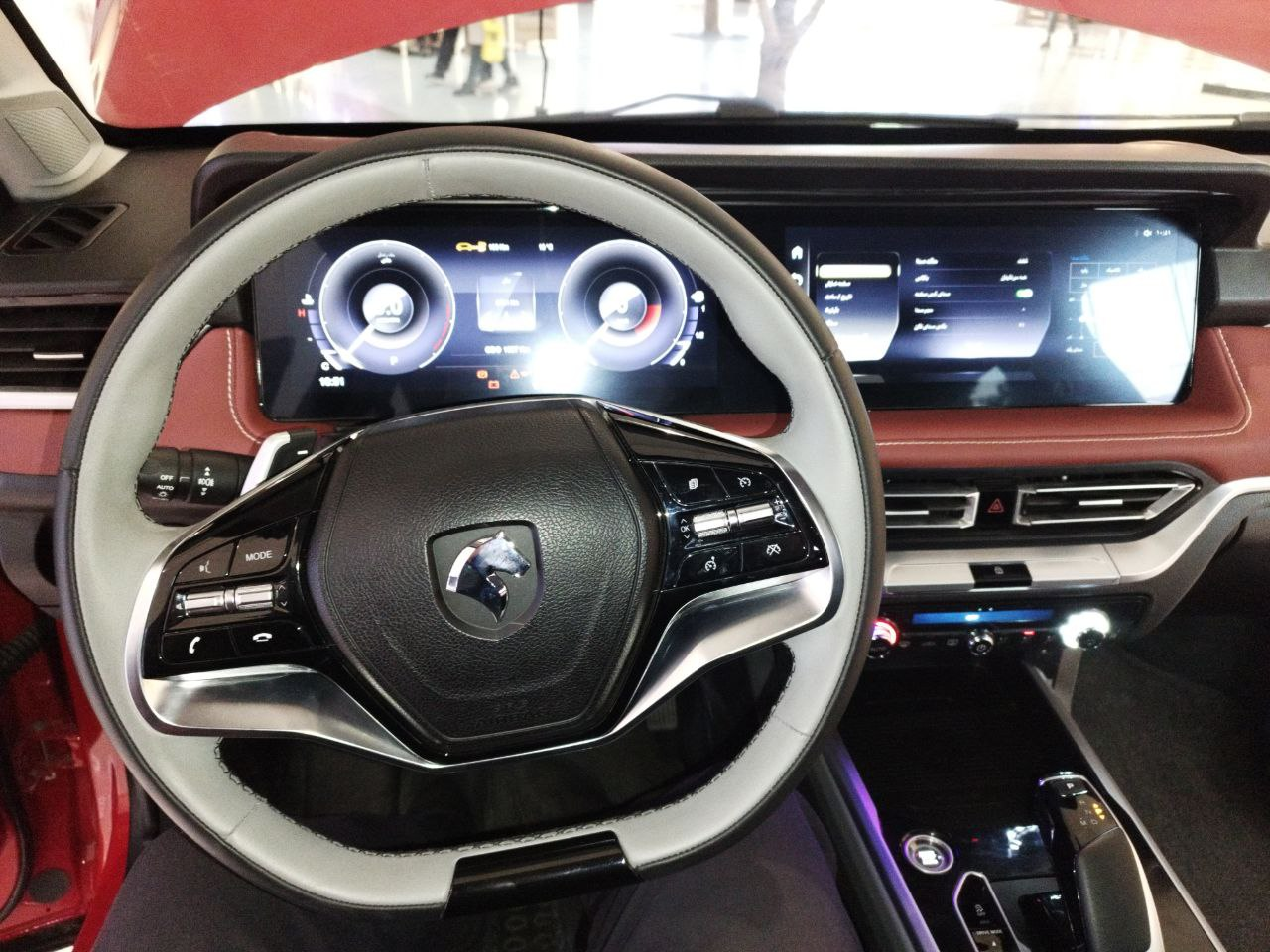
Interior
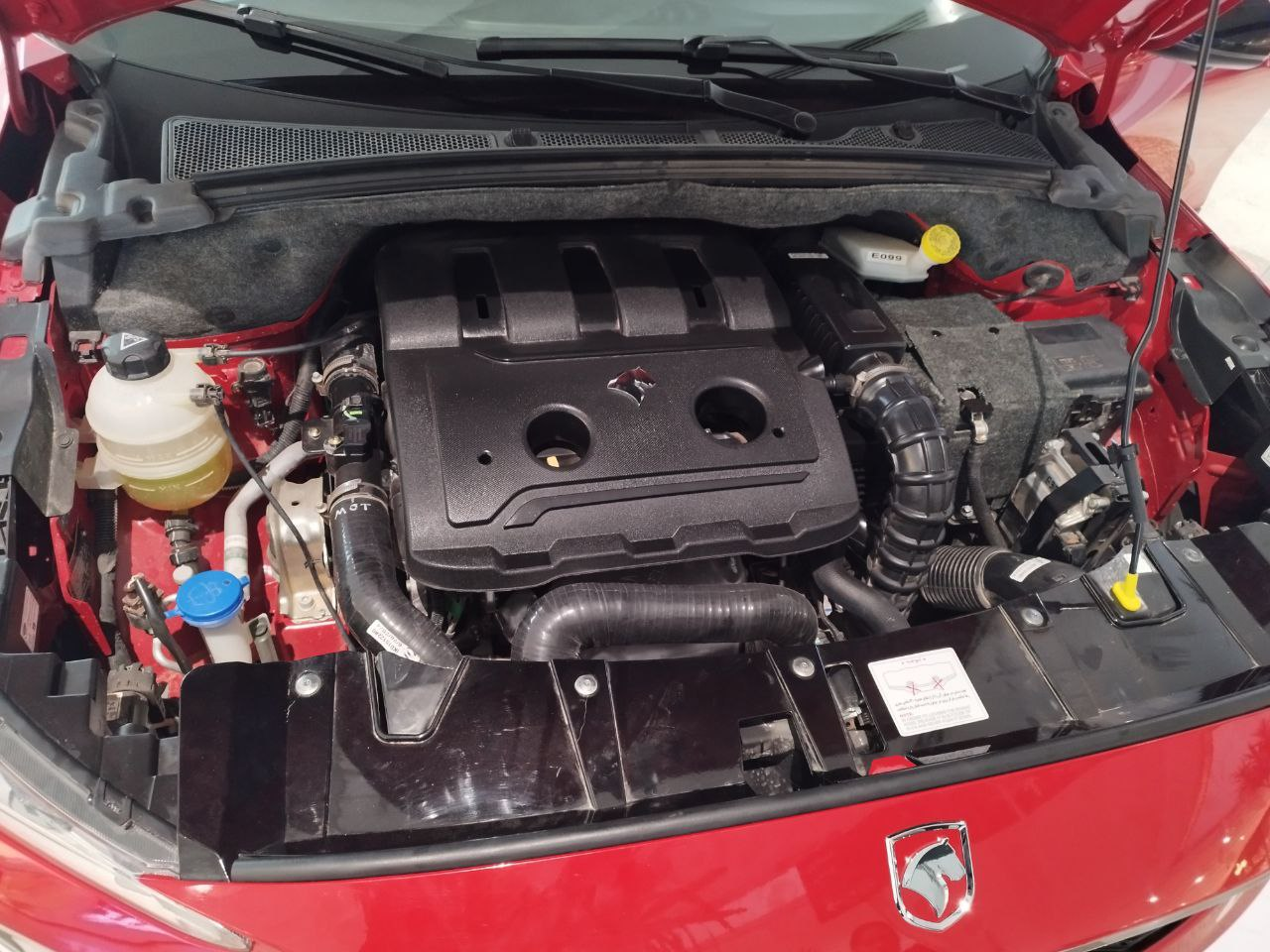
Motor